# 제이 데이비스
제이 데이비스(영어: Jay Davis, 1970년 10월 3일~)는 미국의 전직 야구 선수이다. 현역 시절 KBO 리그 한화 이글스 소속으로 뛰었다.

## 경력
주 포지션은 중견수였고, 빠른 발과 정교한 타격 그리고 수준급의 주루 실력으로 많은 팬들의 사랑을 받았다. 1999년부터 한화 이글스 소속으로 뛰었으며, 입단 첫 해인 1999년 타율 0.328, 30홈런, 106타점, 35도루의 성적을 기록하며 같이 뛰었던 댄 로마이어와 함께 한화 이글스의 한국시리즈 우승에 기여했다.
2003년에는 한화 이글스가 아닌 멕시코 리그에서 뛰었으나 2004년 다시 한화 이글스로 돌아왔으며, 2005년 골든 글러브 외야수 부문 수상자이다.
2006년 시즌이 끝나고 한화 이글스와 재계약에 실패, KBO 리그를 떠났다. 2007년 멕시코 리그를 끝으로 현역에서 은퇴하였다. 현재는 지도자의 길을 걷고 있다. 1998년부터 KBO 리그에 외국인 선수 제도가 도입된 이후 클리프 브룸바처럼 대한민국에서 가장 오래 뛰었던 외국인 선수 중 하나다. 979안타와 591개의 타점으로 KBO 리그 역대 외국인 선수 중에서 가장 많은 안타와 타점 개수 기록을 보유하고 있는 선수이기도 하다.

## 주요 기록

### 2005년
- 9월 10일: 대전 삼성전, 외국인 선수 통산 최다 타점 기록 경신(전 기록 보유자: 전 두산 베어스 소속 타이론 우즈, 510타점). 삼성 라이온즈의 마르틴 바르가스 투수를 상대로 1회말 2아웃에서 우월 1점 홈런.

## 통산 기록
| 연도 | 소속  | 타율  | 경기 | 타수 | 득점 | 안타 | 홈런 | 루타 | 타점 | 도루 | 4구 | 사구 | 삼진 | 병살 | 기타               |
| ---- | ----- | ----- | ---- | ---- | ---- | ---- | ---- | ---- | ---- | ---- | --- | ---- | ---- | ---- | ------------------ |
| 1999 | 한화  | 0.328 | 130  | 525  | 93   | 172  | 30   | 299  | 106  | 35   | 41  | 5    | 93   | 14   | 30-30 달성         |
| 2000 | 한화  | 0.334 | 107  | 419  | 72   | 140  | 22   | 237  | 80   | 21   | 25  | 2    | 92   | 15   | 20-20 달성         |
| 2001 | 한화  | 0.335 | 130  | 496  | 95   | 166  | 30   | 277  | 96   | 15   | 60  | 2    | 74   | 15   |                    |
| 2002 | 한화  | 0.287 | 115  | 404  | 56   | 116  | 21   | 204  | 72   | 14   | 46  | 4    | 97   | 6    |                    |
| 2004 | 한화  | 0.291 | 119  | 440  | 70   | 128  | 19   | 213  | 77   | 9    | 61  | 3    | 89   | 12   |                    |
| 2005 | 한화  | 0.323 | 118  | 431  | 90   | 139  | 24   | 235  | 86   | 7    | 65  | 5    | 76   | 8    | 득점 공동 1위      |
| 2006 | 한화  | 0.284 | 117  | 415  | 62   | 118  | 21   | 202  | 74   | 7    | 55  | 4    | 85   | 10   |                    |
| 통산 | 7시즌 | 0.313 | 836  | 3130 | 538  | 979  | 167  | 1667 | 591  | 108  | 353 | 25   | 606  | 80   | 통산 타율 역대 4위 |

## 일화
- 데이비스는 대한민국에서 생활하면서 매운 한국음식에 잘 적응하였고 특히 신라면을 아주 좋아해 한국식 이름을《신남연》이라고 짓고, 미니홈피를 개설할 정도였다.[2] 한화 이글스 팬들 중에서는 이에 착안해서 데이비스를 《신남연》이나 《푸라면》(신라면의 한자 辛을 푸 로 읽음) 등의 별명으로 부르는 이도 많았다.

## 참조
1. ↑  위기의 한화, 새삼 그리워지는 데이비스[깨진 링크(과거 내용 찾기)] - OSEN
2. ↑  김인식 감독 "크루즈가 데이비스보다 낫다"[깨진 링크(과거 내용 찾기)] - 스포츠서울